# Schima
Schima es un género con 48 especies de plantas de hoja perenne perteneciente a la familia Theaceae. 
El género habita regiones templadas y con climas subtropicales de Asia meridional y sudoriental, desde el Himalaya oriental, Nepal y la India oriental a través de Indochina, sur de China, Taiwán y la Islas Bonin.

## Especies seleccionadas
- Schima antherisosa
- Schima argentea
- Schima bambusifolia
- Schima bancana
- Schima beccarii
- Schima boninensis
- Schima brevifolia